# Карл-Август Фагергольм
Карл-Август Фагергольм (фін. Karl-August Fagerholm; нар. 31 грудня 1901, Сіунтіо, Велике князівство Фінляндське — пом. 22 травня 1984, Гельсінкі, Фінляндія) — фінський державний і політичний діяч.

## Біографія
Народився 31 грудня 1901 року в Сіунтіо на території Великого князівства Фінляндського у шведській родині.
У 1930 році Фагергольм був обраний до парламенту Фінляндії.
З 1934 він виконує функції голови шведського робочого союзу Соціал-демократичної партії Фінляндії (СДПФ). У 1937⁣ — ⁣1944 роки працює міністром соціальних справ.
У 1945⁣ — ⁣1947, 1950⁣ — ⁣1956, 1957, 1958⁣ — ⁣1961 і 1965 рр. — спікер парламенту.
Тричі очолював уряд Фінляндії в 1948⁣ — ⁣1950, 1956⁣ — ⁣1957 і 1958⁣ — ⁣1959 роках. Будучи лідером соціал-демократів, він був прем'єр-міністром з 1948 по 1950, незважаючи на шалену опозицію комуністів і звинувачення СРСР що він виступав за розірвання договору про дружбу між Фінляндією та СРСР (1948) і за вступ Фінляндії до НАТО. Навіть зростаюча інтеграція Фінляндії у світову економіку, про що свідчить її приєднання до Генеральної угоди з тарифів і торгівлі (GATT) у 1949, сприймалася з такою ж підозрою, хоча вона служила інтересам Радянського Союзу, оскільки сприяла здатності Фінляндії виконувати суворі вимоги воєнних репарацій Паризького мирного договору.
У 1956 році балотувався на посаду президента Фінляндії, але програв голосування Урго Кекконену, набравши 149 голосів членів колегії вибірників проти 151.
У 1958⁣ — ⁣1959 роках працював міністром закордонних справ.
Помер 22 травня 1984 року в Гельсінкі.